# 新蒲崗

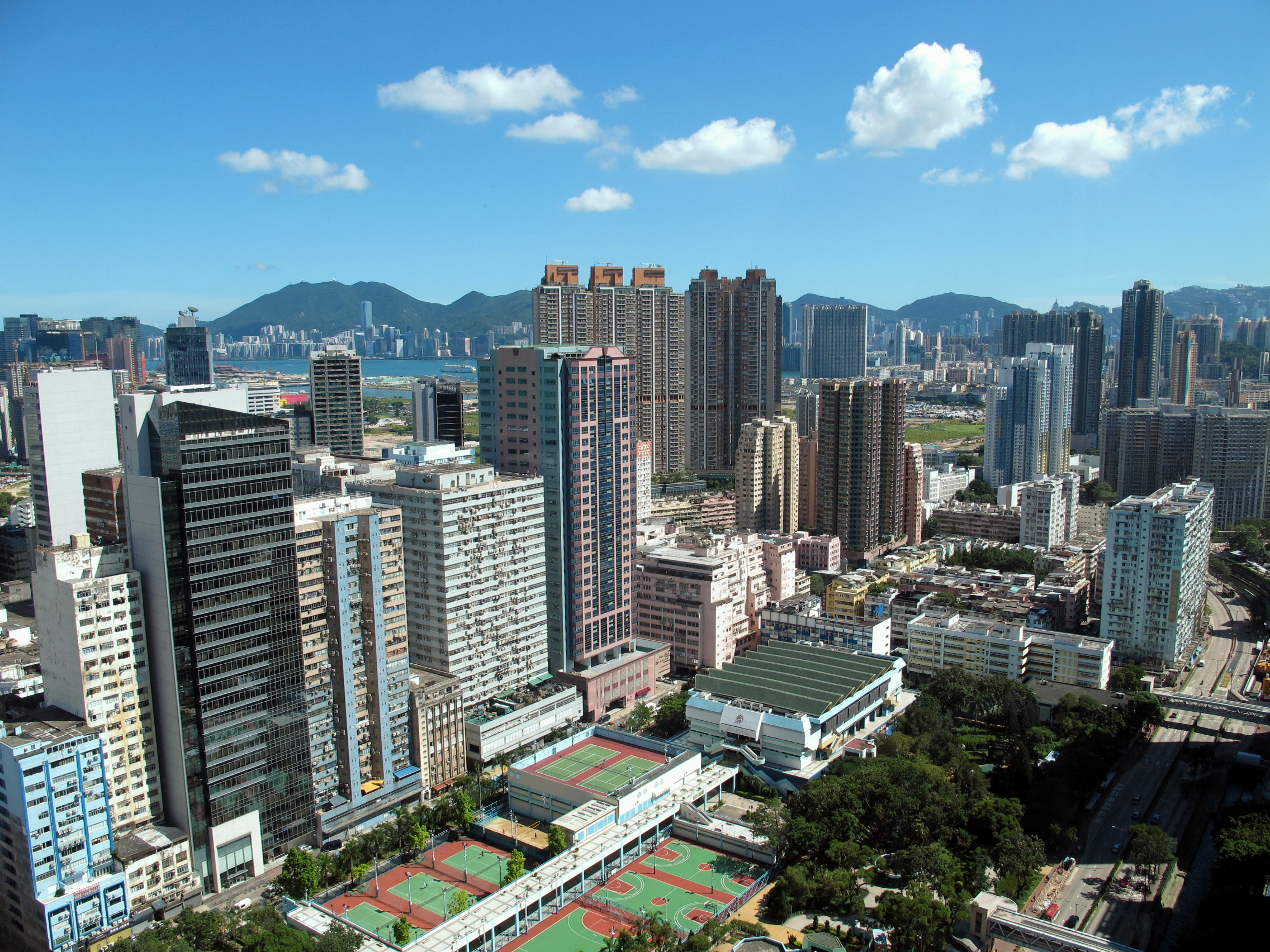
新蒲崗

新蒲崗（英語：San Po Kong）是香港九龍黃大仙區東南部的商貿區，位於牛池灣以西（以彩虹道及觀塘繞道為界）、啟德以北（以太子道東為界）、九龍城以東（以啟德河為界）、大磡及黃大仙以南（以彩虹道為界）的區域，名稱來源於該地原來的蒲崗村。「蒲崗」之名是「蒲田（莆田）」和「山崗」的結合，分別指開村村民祖籍及該地地形，原址為新蒲崗西北角的彩虹道遊樂場一帶。1942年侵華日軍驅散蒲崗村村民，削去大部分蒲崗山並拆毀全村原址作啟德機場擴建之用。1958年，啟德機場新跑道啟用，舊跑道停用並拆除，原址附近發展出新的住宅及工廠區，命名為「新蒲崗」，爵祿街為其中一條跑道改建而成，即以「着陸」為諧音命名。
現在的新蒲崗中部以工廠大廈為主，曾是香港主要工業區之一，現而逐步變成商貿區；而東及西面則有一些住宅樓宇。新蒲崗亦是香港著名導演杜琪峯最喜歡取景的地方，曾取景於此的電影包括《暗戰》、《大隻佬》、《大事件》等等。彩虹道往太子道東天橋底也是無綫電視電視劇取景的熱門地方。

## 歷史

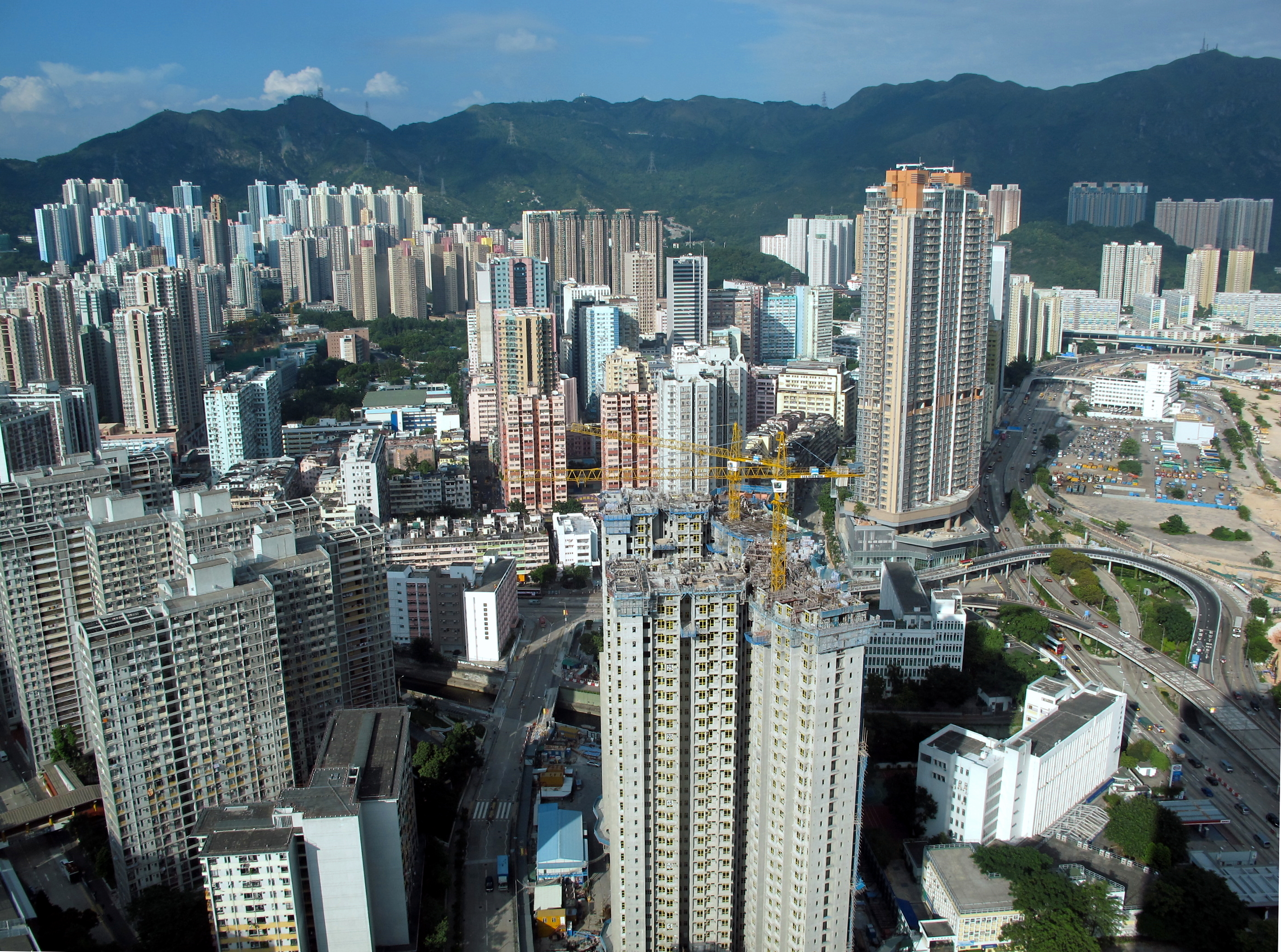
新蒲崗的建築物 (2010年)

新蒲崗現時範圍原有蒲崗、隔坑及沙地園三村，其中蒲崗及沙地園為九龍十三鄉其中村落。1939年啟德機場的13/31跑道在新蒲崗一帶落成，跑道東西走向，長457米，為啟德機場首條正規跑道。飛機起降時，需要把當時清水灣道（今彩虹道一段）的車輛截停。
1958年9月12日，啟德機場位於九龍灣填海地的新13/31跑道啟用，取代舊13/31跑道。舊跑道一帶其後發展成工業區，開始有商人設廠。由於該地位於蒲崗附近，因此便得新蒲崗之名。而舊13/31跑道則被改建成一條街道，政府為紀念其歷史，取「着陸」的諧音命名為爵祿街。隨著1960年代香港工業發展蓬勃，新蒲崗一度成為大型的工業區域，同時因就近啟德機場而滿佈空運公司。著名的六七暴動亦由區內的香港人造花廠勞資糾紛而引發。不過隨著製造業北移及機場搬遷，新蒲崗各工廠已經轉型為小倉庫、食物製造廠及辦公室等。
雖然新蒲崗範圍內沒有港鐵站，但彩虹道、大有街、四美街及六合街接近鑽石山站，而越秀廣場及譽港灣的一邊則接近啟德站。區內不少舊式工廠大廈未被重建，而新落成的都是以住宅和商業大廈為主，包括友邦九龍金融中心、居屋采頤花園、私人屋苑譽·港灣及香港首個綠置居屋苑景泰苑。

## 已拆卸的建築物

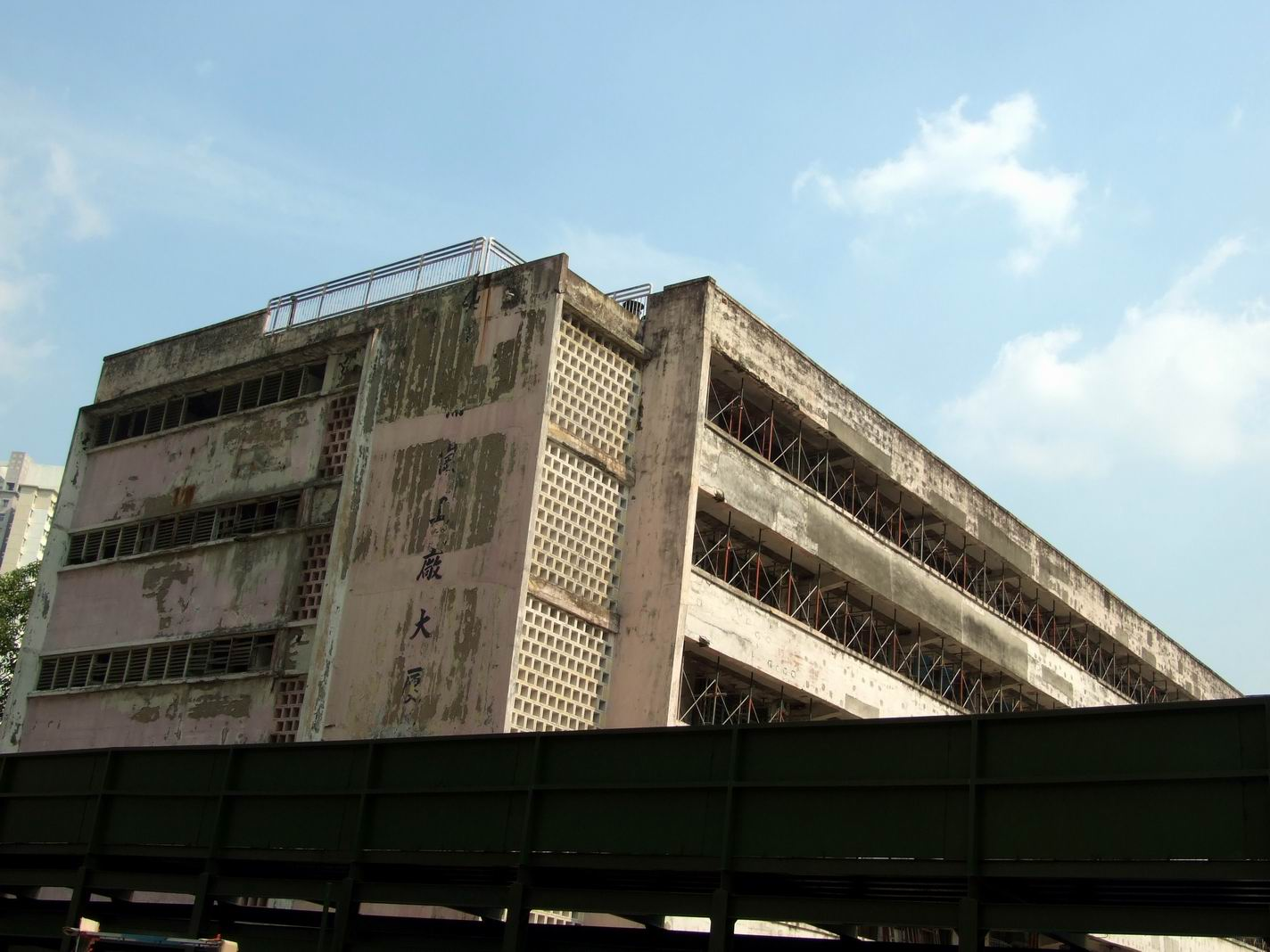
在拆卸中的新蒲崗工廠大廈最後一幢第四座，現改建成東華三院社區中心「東蒲」

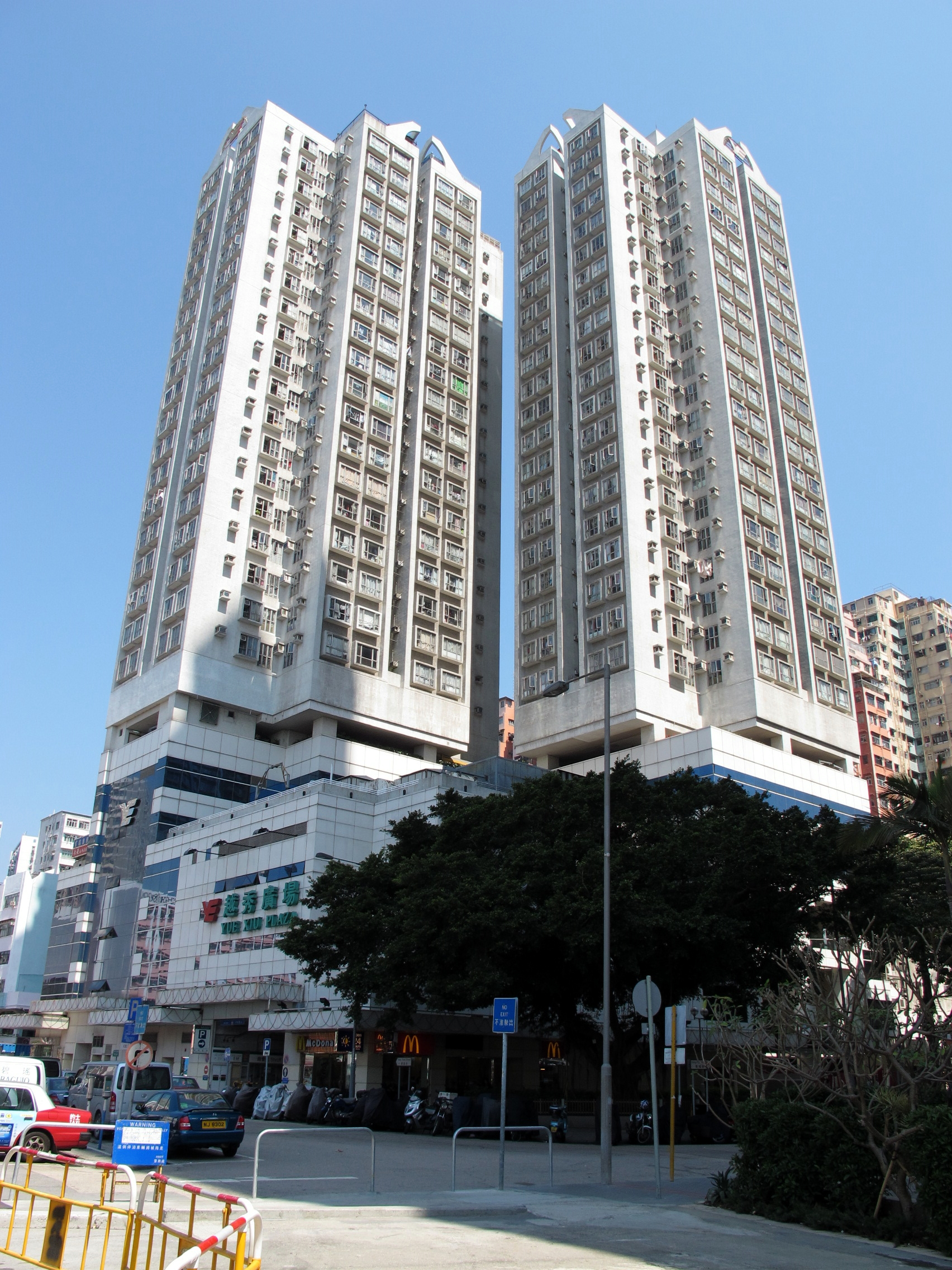
由麗宮戲院重建而成的越秀廣場

### 彩虹軍營
軍營於1950年代落成，在香港主權移交前，英軍將土地交還給港府。軍營其後拆卸，於2000年建成私人參建居屋采頤花園。

### 新蒲崗木屋區
1960年代初，政府在新蒲崗的空地，包括現今彩虹遊樂場南面部份、東啟德遊樂場、大有街和雙喜街之間及劃為安置區供東頭村、紅磡等木屋區的火災災民臨時建屋，災民其後陸續獲安置至觀塘雞寮及其他徙置區。

### 麗宮戲院
麗宮戲院於1966年8月25日開幕，有多達三千個座位，分前、中、後座、超等、特等，成為全港戲院之冠。首映電影為《彩色青春》，開幕當日有陳寶珠登台，胡楓擔任司儀，而蕭芳芳負責獻剪，並由行政立法兩局議員簡悅強主持剪綵。麗宮戲院和紐約、大世界組成聯線，亦有放映二輪電影。戲院在1992年3月正式結業，拆卸後重建成為越秀廣場。
2018年10月，越秀廣場3樓開始改建，重新開設戲院，名為嘉禾啟德戲院，於同年12月正式開幕。

### 新蒲崗政府合署及裁判司署
彩虹道、太子道東、景福街與景泰街之間的新蒲崗政府合署及新蒲崗裁判司署建築群，建於1971年，2001年起停止運作，政府合署內各部門遷往其他地區，而法院則遷往亞皆老街，並改稱九龍城裁判法院，政府合署及裁判司署遷出後騰空後連同毗鄰小型遊樂場地皮，由新鴻基地產（「新地」）於2004年以47億元奪得，平均每平方呎樓面3,820元，並發展為住宅項目譽·港灣及Mikiki商場，於2011年落成。

## 屋苑
- 采頤花園
- 啟翔苑
- 新蒲崗廣場
- 譽·港灣
- 景泰苑

## 商場
- 新蒲崗廣場
- 越秀廣場
- Mikiki

## 酒店
- 日新舍

## 康樂及文娛設施

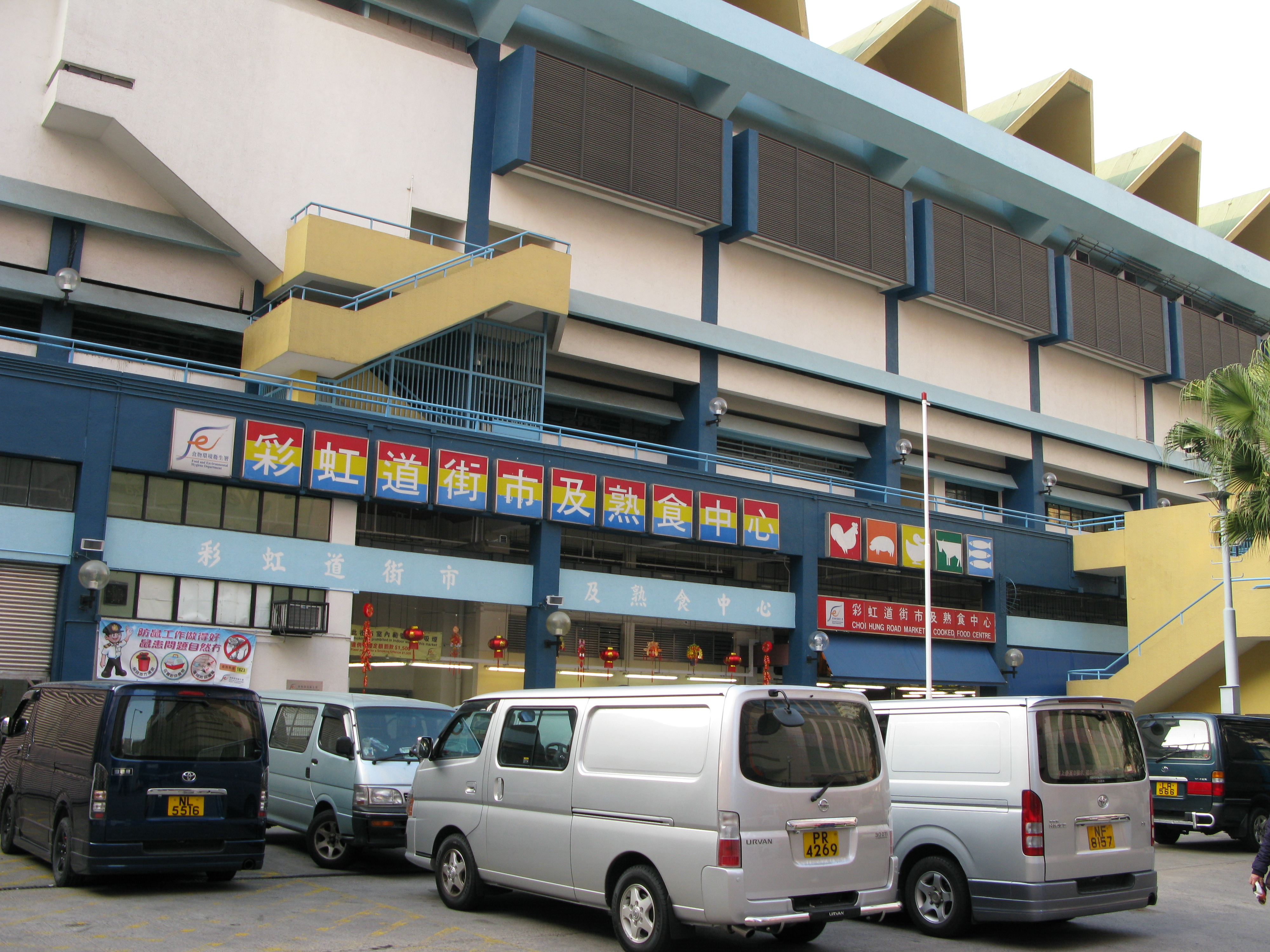
位於雙喜街的彩虹道街市及熟食中心（已結業）

- 彩虹道街市及熟食中心（已結業）
- 彩虹道遊樂場
  - 彩虹道體育館
  - 彩虹道羽毛球中心
- 東啟德遊樂場
- 東啟德體育館
- 新蒲崗公共圖書館

## 區內街道
環繞新蒲崗的街道：
- 彩虹道
- 太子道東

連接啟德和新蒲崗的隧道：啟新道

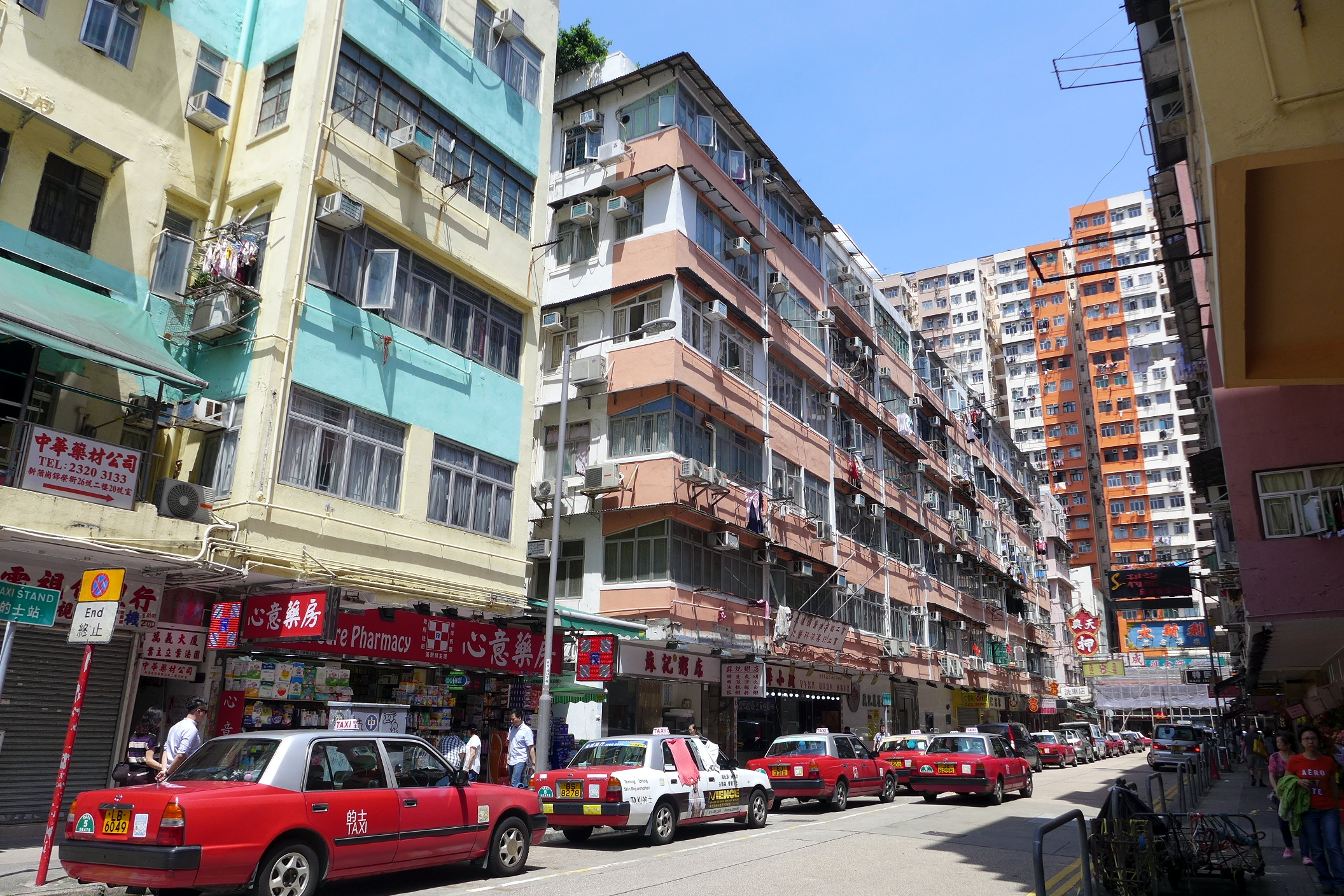
新蒲崗錦榮街一帶的舊樓

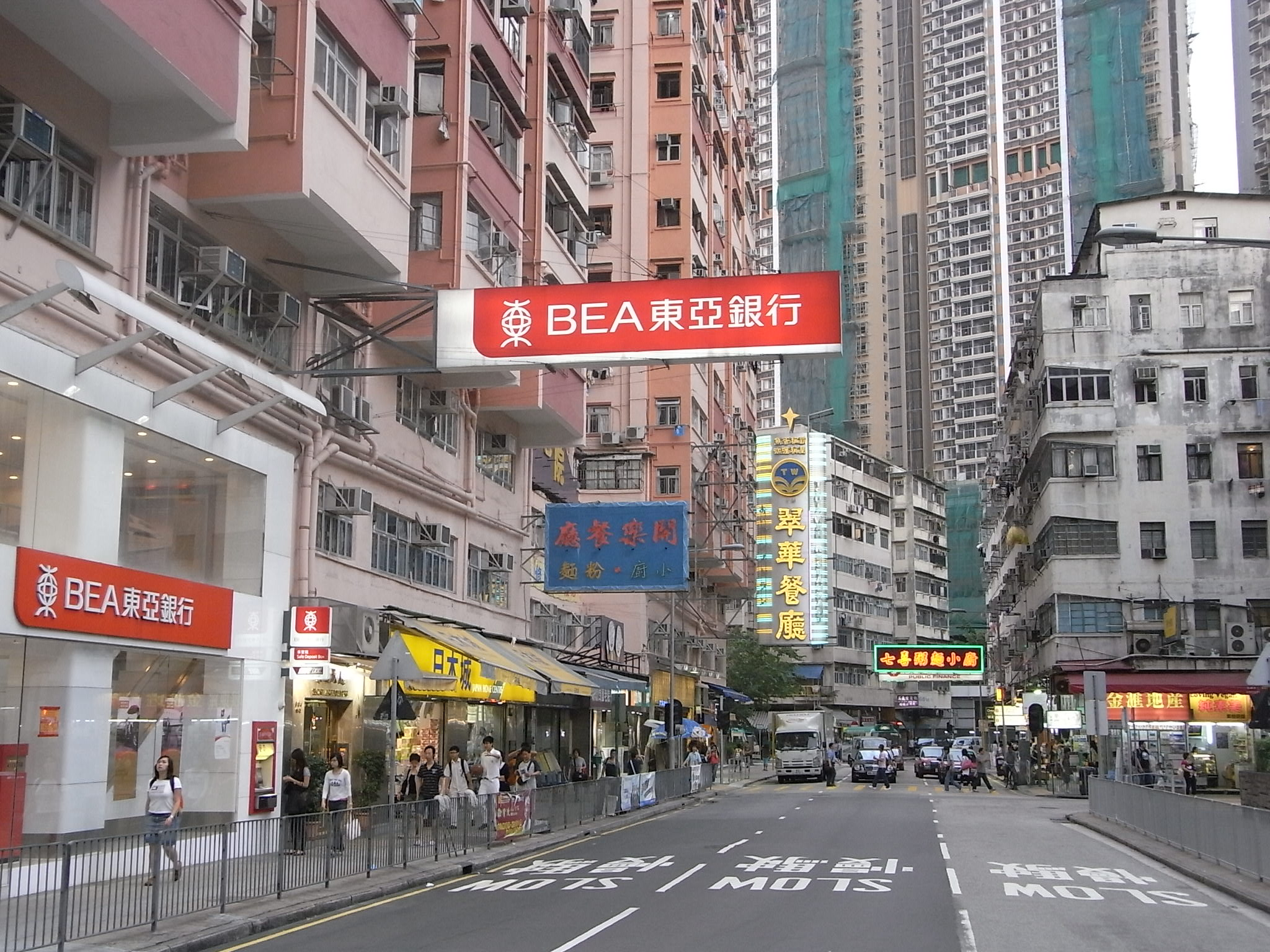
新蒲崗崇齡街一帶的舊樓

新蒲崗的規劃包括工貿區、東部住宅、西南住宅和西北康樂和綠化區：
- 工貿區
  - 新蒲崗八街
    - 大有街
    - 雙喜街
    - 三祝街
    - 四美街
    - 五芳街
    - 六合街
    - 七寶街
    - 八達街

  - 景泰街以南，景康街以西，爵祿街以東
- 東部住宅新區
  - 四美街以東
    - 采頤花園
    - 嘉諾撒小學（新蒲崗）

  - 四美街以西
    - 景泰苑
- 西南住宅舊區，商店林立，有多間食肆、銀行、學校、公園：
  - 寧遠街
  - 仁愛街
  - 崇齡街
  - 康強街
  - 彝倫街
  - 錦榮街
  - 富源街
  - 衍慶街
  - 景福街

## 區議會議席分佈
為方便比較，下表涵蓋由太子道東、彩虹道所包圍的範圍。
| 年度/範圍                    | 2000-2003  | 2004-2007  | 2008-2011  | 2012-2015                     | 2016-2019                     | 2020-2023                                            | 2023-2026         |
| ---------------------------- | ---------- | ---------- | ---------- | ----------------------------- | ----------------------------- | ---------------------------------------------------- | ----------------- |
| 太子道東、彩虹道所包圍的地區 | 新蒲崗選區 | 新蒲崗選區 | 新蒲崗選區 | 新蒲崗選區及 東頭選區的一部分 | 新蒲崗選區及 東頭選區的一部分 | 新蒲崗選區全部、 龍下選區的一部分 及東頭選區的一部分 | 黃大仙西選區 (H2) |

在2019年黃大仙區議會選區分界中，新蒲崗劃分成三個區議會選區，新蒲崗選區前任議員是陳啟淳，東頭選區前任議員是溫子眾，龍下選區前任議員是郭秀英。
註：以上主要範圍尚有其他細微調整（包括編號），請參閱有關區議會選舉選區分界地圖及條目。

## 外部連結
- 新蒲崗地圖 （页面存档备份，存于）